# Internacional Femenil Monterrey 2013
L'Internacional Femenil Monterrey 2013 è stato un torneo di tennis facente parte della categoria ITF Women's Circuit nell'ambito dell'ITF Women's Circuit 2013. Il torneo si è giocato a Monterrey in Messico dal 25 novembre al 1º dicembre 2013 su campi in cemento e aveva un montepremi di $25,000.

## Vincitrici

### Singolare
Adriana Pérez ha battuto in finale  Indy de Vroome con il punteggio di 4–6, 6–4, 6–3

### Doppio
Florencia Molinero /  Laura Pigossi hanno battuto in finale  Indy de Vroome /  Lenka Wienerová con il punteggio di 7–5, 7–5